# Costa Amundsen
|  |

La costa Amundsen (en inglés, Amundsen Coast) es un sector de la costa del mar de Ross sobre la barrera de hielo Ross en la Antártida. Se extiende desde el pico Morris (84°56′S 167°22′O / -84.933, -167.367), una montaña de 910 m s. n. m. que marca el final noroeste de las montañas Duncan en el lado este de la boca del glaciar Liv, límite con la costa Dufek, y el lado oeste del glaciar Scott (85°45′S 153°00′O / -85.750, -153.000), límite con la costa Gould.
La costa Amundsen es reclamada por Nueva Zelanda como parte de la Dependencia Ross, pero esa reclamación solo es reconocida por unos pocos países y desde la firma del Tratado Antártico en 1959, lo mismo que otras reclamaciones antárticas, ha quedado sujeta a sus disposiciones, por lo que Nueva Zelanda ejerce actos de administración y soberanía sobre el territorio sin interferir en las actividades que realizan otros estados en él.
La costa Amundsen se halla al oriente de los macizos de las montañas Transantárticas, límite entre los dos grandes sectores en que se divide el continente, por lo que se halla en la Antártida Occidental. El macizo de esas montañas frente a esta costa es el de las montañas Reina Maud, de las cuales se desprenden las cordilleras Herbert y Quarles y las montañas Hays. Entre los glaciares que separan esos macizos se hallan el Strom, el Axel Heiberg, el Bowman, el Steagall, el Amundsen, y el Goodale.
El nombre de costa Amundsen fue dado por el New Zealand Antarctic Place-Names Committee en 1961 en honor al explorador noruego capitán Roald Amundsen, quien lideró una expedición propia a la Antártida (1910-1912). Amundsen estableció una base en el lugar que denominó Framheim en la bahía de las Ballenas, sobre la barrera de hielo Ross. Desde allí se dirigió en trineo hacia el sur sobre el glaciar Axel Heiberg hasta alcanzar la meseta polar. Siendo el primero en alcanzar el polo sur el 14 de diciembre de 1911.

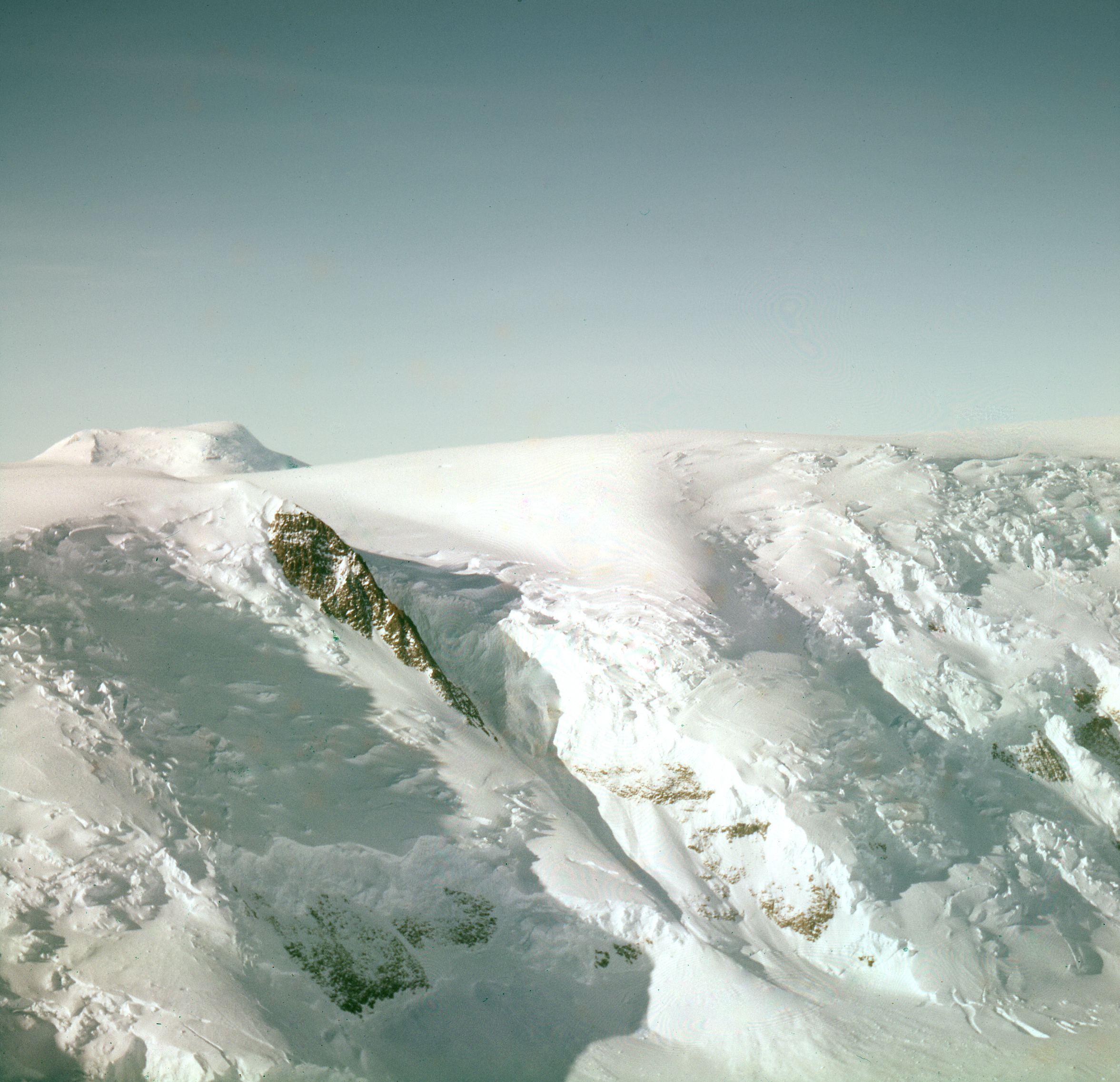
Vista del glaciar Axel Heiberg en la costa Amundsen durante el verano austral 1956-1957.